# Stenus solitarius
Stenus (Tesnus) solitarius – gatunek chrząszcza z rodziny kusakowatych i podrodziny myśliczków (Steninae).
Gatunek ten został opisany w 1886 roku przez Davida Sharpa, który jako lokalizację typową wskazał gwatemalskie Cerro Zunil.
Wycięcie szóstego sternitu samca spiczaste i raczej głębokie. Dołek w tylnej części piątego sternitu delikatniej punktowany i złociście owłosiony. Przed tym dołkiem sternit spłaszczony. Owłosienie i punktowanie czwartego sternitu jest z tyłu delikatniejsze.
Chrząszcz neotropikalny, znany z Gwatemali i Kostaryki.